# Andrés Jiménez (BMX)
Pour les articles homonymes, voir Jiménez.
Andrés Eduardo Jiménez Caicedo (né le 27 août 1986 à Bogota) est un coureur cycliste colombien, spécialiste du bicycle motocross (BMX).

## Biographie
Il est sélectionné pour représenter la Colombie aux Jeux olympiques d'été de 2012. Il participe à l'épreuve de BMX. Lors de la manche de répartition, il réalise le cinquième temps. En quarts de finale, il termine troisième de sa série et se qualifie pour les demi-finales. Lors de celles-ci disputées sur trois courses, il termine successivement 3e, 6e et 3e des manches et se classe quatrième au général de sa série. Il dispute la finale, où il prend la sixième place.

## Palmarès en BMX

### Jeux olympiques
- Pékin 2008
  - 4e du BMX

- Londres 2012
  - 6e du BMX

### Championnats du monde
- Adélaïde 2009
  - 7e du championnat du monde de BMX
- Pietermaritzburg 2010
  -  Médaillé d'argent du championnat du monde de BMX cruiser
  - 25e du championnat du monde de BMX
- Copenhague 2011
  - 24e du championnat du monde de BMX[3]
  - 47e du contre-la-montre de BMX[4]
- Birmingham 2012
  - 13e du contre-la-montre de BMX[5]
  - 20e du championnat du monde de BMX[6]
- Auckland 2013
  - 25e du contre-la-montre de BMX[7]
  - 44e du championnat du monde de BMX[8]

### Coupe du monde
- 2008 : 7e
- 2009 : 23e
- 2010 : 16e
- 2011 : 13e
- 2012 : 40e
- 2013 : 23e

### Jeux panaméricains
- 2011
  -  Médaillé de bronze aux Jeux panaméricains en BMX